# Craintilleux
Craintilleux es una comuna francesa situada en el departamento del Loira, en la región de Auvernia-Ródano-Alpes.

## Demografía
| 346 | 322 | 403 | 668 | 752 | 900 | 1363 |
| Para los censos de 1962 a 1999 la población legal corresponde a la población sin duplicidades (Fuente: INSEE [Consultar]) |     |     |     |     |     |      |